# Пелопид
Пелопид  (др.-греч. Πελοπίδας, Pelopidas) — фиванский государственный и военный деятель, полководец времён Беотийской войны (378—362 гг. до н. э.), вместе со своим другом Эпаминондом сыгравший важную роль в восстановлении в Фивах демократии и установлении фиванской гегемонии.

## Биография
Происходил из богатой и уважаемой семьи, получил хорошее воспитание; рано приучился к лишениям, выносливости и простоте жизни, относясь весьма равнодушно к богатству, довольствуясь суровой жизнью и проявляя постоянную заботу о бедняках города. Люди говорили, что ему было стыдно тратить на себя больше, чем тратил на себя самый бедный фиванец. Дружеские отношения Пелопида с Эпаминондом начались с битвы при Мантинее (385 до н. э.), в которой он был опасно ранен, но Эпаминонд спас ему жизнь:
Большинство полагает, что их неразрывная дружба началась при Мантинее, где оба сражались в рядах вспомогательного войска, посланного фиванцами лакедемонянам, тогдашним их друзьям и союзникам. Стоя плечом к плечу в строю гоплитов, они бились с аркадянами, а когда соседнее с фиванцами крыло лакедемонян дрогнуло и бо́льшая их часть обратилась в бегство, они сомкнули щиты и продолжали защищаться. Пелопид, получив семь ран в грудь и лицо, рухнул на груду трупов своих и вражеских воинов, а Эпаминонд, хоть и считал его раненным смертельно, шагнув вперед, закрыл неприятелю путь к телу и доспехам товарища, один сдерживая целую толпу и твердо решившись скорее умереть, чем оставить поверженного Пелопида. Уже и ему самому приходилось совсем плохо (он был ранен копьем в грудь и мечом в руку), когда с другого крыла подоспел на помощь спартанский царь Агесиполид и вопреки всем ожиданиям спас обоих.
Плутарх говорит, что этот случай прочно скрепил их дружбу на следующие два десятилетия. Порывистый и необузданный Пелопид представлял контраст со спокойным и сдержанным Эпаминондом; но оба были одинаково честны, стойки в своих стремлениях и убеждениях и патриотично настроены: им обоим Фивы были обязаны своим кратковременным возвышением и гегемонией. 
После взятия Кадмеи спартанцами (383 г. до н. э.), Пелопид в числе 400 демократов бежал в Афины, где беглецы нашли радушный приём и покровительство. Когда один из них, Андроклид, пал от руки подосланного фиванскими олигархами убийцы, Пелопид склонил своих товарищей по изгнанию к мести и стал душой заговора. С помощью остававшегося в Фивах Филлида и некоторых сторонников их партии заговорщики проникли в Фивы, перебили тиранов и восстановили свободу города (379 г. до н. э.). Пелопид был избран одним из беотархов и оставался в этой должности почти бессменно. Спартанский гарнизон, несмотря на отчаянное сопротивление, вынужден был оставить Кадмею и выйти из города. Походы спартанцев (378—371 гг. до н. э.) не вернули потерянного. В 377 г. до н. э. Пелопид победил спартанцев при Танагре, в следующем году — при Тегирах; обе победы были результатом храбрости и прекрасной военной организации так называемого «священного отряда», состоявшего из 300 гоплитов и небольшого числа всадников. 
Решительное поражение было нанесено спартанцам при Левктрах (371 г. до н. э.), после чего фиванцы уже сами начинают наступательную войну и с Эпаминондом во главе открывают ряд победоносных вторжений в Пелопоннес. В 369 г. до н. э. Пелопид был отправлен с войском на помощь фессалийцам против ферского тирана Александра (см. Александр Ферский). Заняв Ларису и вытеснив оттуда македонский гарнизон, Пелопид заставил Александра ферского дать свободу некоторым фессалийским городам, после чего явился в Македонию как посредник в споре из-за престола между Александром, сыном Аминты, и Птолемеем Алоритом. Решив дело в пользу Александра, Пелопид заключил с ним союз и взял от него 30 заложников в обеспечение мира; в числе их находился Филипп, будущий царь Македонии, отец Александра Великого.
В 368 г. до н. э. фессалийцы снова призвали Пелопида против Александра Ферского; на этот раз он отправился в Фессалию в качестве посла, без войска. Узнав, что Птолемей убил своего соперника Александра и овладел престолом, Пелопид во главе небольшого отряда фессалийских наемников двинулся против Птолемея, но, покинутый войском, был принужден согласиться на условия Птолемея, который был объявлен регентом вместо братьев убитого царя и в обеспечение мира представил Пелопиду 50 заложников. Отослав заложников в Фивы, Пелопид вернулся в Фессалию, чтобы отомстить фарсалийцам, из которых он набрал покинувшее его наёмное войско. Сюда же явился Александр Ферский. Пригласив Пелопида как бы для переговоров, он велел схватить его, но Пелопид был освобождён подоспевшим на помощь Эпаминондом. В 368 г. до н. э. Пелопид был одним из послов, отправленных фиванцами к персидскому царю. Результатом переговоров было признание царём фиванской гегемонии и устранение лакедемонян от союза с персами.
В 364 г. до н. э. Пелопид опять отправился против Александра Ферского по приглашению стеснённых тираном фессалийцев. В сражении при Киноскефалах победили фиванцы, но ценой смерти Пелопида.